# HAT-P-2 b
Magor, denominato anche HAT-P-2 b e HD 147506 b, è un pianeta extrasolare che orbita intorno alla stella HD 147506 (Hunor). All'epoca è stato il pianeta extrasolare più grande scoperto; venne scoperto nel 2007 dallo Harvard-Smithsonian Center for Astrophysics. Dista dalla Terra 390 anni luce e ogni cinque giorni per 15 ore il pianeta transita davanti alla stella ed è visibile dalla Terra.

## Denominazione
I pianeti extrasolari vengono solitamente designati estendendo con una lettera latina minuscola la denominazione della stella cui orbitano attorno. Al primo pianeta scoperto viene assegnata la lettera "b". Magor in quanto primo pianeta scoperto attorno alla stella HD 147506, è designato ufficialmente come HD 147506 b. Talvolta viene adottata, ed è anche questo il caso, anche una designazione alternativa, che riporta una sigla identificativa del progetto di ricerca che ha condotto alla scoperta, in questo caso il progetto HATNet dell'Harvard-Smithsonian Center for Astrophysics. Secondo tale uso, Magor è stato indicato anche come HAT-P-2 b al momento della scoperta.
Nell'edizione del 2019 del concorso NameExoWorlds dell'Unione Astronomica Internazionale, è stato assegnato all'Ungheria il diritto di suggerire il nome per la coppia costituita da HAT-P-2 e dal suo pianeta. Tra le molte proposte ricevute, è risultata vincente quella che fa riferimento a due leggendari eroi di cui narrano le Gesta Hungarorum, i fratelli Hunor e Magor, ideali capostipiti degli unni e dei magiari rispettivamente. Il primo è stato scelto per designare la stella, il secondo il pianeta.

## Caratteristiche fisiche
La massa di Magor, un gigante gassoso, è stimata in 8,65 masse gioviane, mentre il suo raggio è piuttosto simile; ciò significa che è un pianeta con una densità particolarmente elevata, la più alta che si conosca per un corpo planetario. Orbita in 5,63 giorni attorno alla stella madre su un'orbita piuttosto eccentrica che lo porta a variare la distanza da Hunor da 3 a quasi 10 milioni di km.